# Sciapus villeneuvei
Sciapus villeneuvei är en tvåvingeart som beskrevs av Octave Parent 1927. Sciapus villeneuvei ingår i släktet Sciapus och familjen styltflugor. Inga underarter finns listade i Catalogue of Life.